# Il fascio sulle stelle di Benito Mussolini
Il fascio sulle stelle di Benito Mussolini è una raccolta di racconti ucronico-satirica di Massimo Mongai del 2005.
Sulla scia de Il signore della svastica (The Iron Dream, 1972) di Norman Spinrad, l'opera di Mongai è una metanarrazione organizzata come un'antologia fittizia di racconti con cornice di un Benito Mussolini alternativo, che s'immagina sia divenuto mediocre scrittore di fantascienza invece che dittatore dell'Italia fascista.

## Storia editoriale
L'opera è stata pubblicata nel 2005 nella collana «I libri colorati. Blu: contemporanei» di Robin Edizioni (n. 80).

## Trama
Un curatore fittizio, Massimiliano Millieri, presenta l'antologia dei racconti di fantascienza di Benito Mussolini. Secondo la cornice narrativa Mussolini - divergendo dalla storia ufficiale - era emigrato negli Stati Uniti negli anni venti, dove aveva lavorato come cuoco prima di affermarsi come autore di storie spaziali.
Le narrazioni incluse spaziano dall'avventura marziana al western ambientato su astronavi, fino ai viaggi interstellari, e riflettono uno stile che combina la retorica mussoliniana con i tropi della Golden Age americana. Ogni racconto è corredato da un commento metaletterario del curatore Millieri, che introduce contesti immaginari, fornisce note biografiche alternative sull'autore e offre osservazioni sul linguaggio e sulle scelte stilistiche.
La struttura del volume alterna il testo dei racconti con l'apparato critico, inclusivo di postfazione del «duce» novantenne, in cui Mussolini riflette sul proprio percorso letterario e sulle ispirazioni tratte dagli scenari cosmici che ha immaginato.

## Personaggi
Benito MussoliniScrittore emigrato e narratore fittizio, autore dei racconti spaziali.
Massimiliano MillieriCuratore metaletterario fittizio che ordina, commenta e connette i racconti.
Adolf HitlerCoetaneo e rivale letterario di Mussolini, menzionato come autore fantascientifico nella cornice ucronica.

## Critica
L'opera di Mongai si inquadra come satira nel più ampio filone allostorico delle ucronie coeve e in particolare del filone del cosiddetto "fantafascismo", un controverso filone narrativo sorto alle soglie degli anni duemila in Italia. Emiliano Marra definisce l'opera un esempio di «fantafascismo metaletterario», in cui la cornice ucronica decostruisce la retorica fascista all'interno di un dispositivo narrativo fantascientifico.
Claudio Cordella ha evidenziato l'esplicita omologia formale e tematica con Il signore della svastica (The Iron Dream) di Norman Spinrad, sottolineando la struttura di «romanzo nel romanzo» condivisa da entrambe le opere. Emiliano Marra ha collocato l'opera nel contesto delle ucronie di estrema destra, mettendo in rilievo la distanza critica di Mongai dai modelli nostalgici e il debito dichiarato verso Spinrad.
Lo spessore letterario dei racconti è volutamente minimo: "Come l’Hitler di Spinrad, anche il Mussolini di Mongai è uno scrittore atroce. Il repertorio della prosa da fantatrash è completo: abbiamo narratore onnisciente che si intromette nella storia e la commenta [...], pov ballerini, raccontato come se piovesse, cliché a manetta [...]. A questo aggiungiamo una punteggiatura sconnessa e una sintassi da ragazzino delle medie. I suoi personaggi sono delle macchiette ambulanti, uomini tagliati con l’accetta che si comportano e parlano in modo standardizzato come in un film di bassa lega."

## Edizioni
- Massimo Mongai, Il fascio sulle stelle di Benito Mussolini, collana I libri colorati. Blu: contemporanei, n. 80, Robin Edizioni, 2005, ISBN 9788873711117.